# Accord de Manille
Pour des articles plus généraux, voir Konfrontasi et Contentieux indonésio-malaisien.
L'accord de Manille a été signé à l'initiative du président des Philippines Diosdado Macapagal le 31 juillet 1963 par la fédération de Malaisie, la république de l'Indonésie et la république des Philippines, après une réunion tenue du 7 au 11 juin 1963 à Manille. Il a pour but de tenir compte de la volonté de la population de Bornéo du Nord (récemment Sabah et Labuan) et Sarawak en application du principe 9 de l'annexe de la résolution onusienne 1541 (XV) portant sur le principe d'autodétermination,, via l'organisation d'élections libres au Sabah et Sarawak,.
Il contient une série d'accords entre la fédération de Malaisie, la république de l'Indonésie et la république des Philippines ainsi qu'une déclaration conjointe par ces trois pays.